# Thinophilus asiobates
Thinophilus asiobates är en tvåvingeart som beskrevs av Neal L. Evenhuis och Patrick Grootaert 2002. Thinophilus asiobates ingår i släktet Thinophilus och familjen styltflugor.
Artens utbredningsområde är Singapore. Inga underarter finns listade i Catalogue of Life.